# Зетски партизански одред
Зетски партизански одред био је устаничка војна јединица формирана у Црној Гори у почетном периоду НОБ, и обнављан је два пута током рата. Одред је формиран 8. августа 1941. у околини Подгорице, а половином јуна 1942. људство је ушло у састав Четврте и Пете црногорске бригаде. Поново је обновљен у априлу 1943, али је већ у мају исте године ушао у састав Пете црногорске бригаде. Одред је трећи пут формиран септембра 1943, и остао је активан све до 19. децембра 1944. године.

## Ратни пут

### Прво формирање
Зетски НОП одред формиран је 8. августа 1941. од људства с подручја подгоричког и даниловградског среза. Краће време носио је назив Зетска бригада. Имао је 6 батаљона (Јоле Пилетић, Љешкопољски, Марко Миљанов, Доњољешански, Зетски и Бијели Павле), с укупно 1735 бораца.
У 1941. Одред је извршио низ диверзија на комуникацијама: 18. октобра код Јелин дуба уништио је италијанску колону, а 19, 20. и 21. октобра одбио је нападе италијанских снага које су из Подгорице покушале да продру у Куче. Наредбом Главног штаба НОПО за Црну Гору и Боку од 29. новембра 1941. подељен је на два одреда: Зетски за подгорички и Бијели Павле за даниловградски срез. Делови Зетског одреда су 30. новембра код Сијеничких Стијена (код Подгорице) нанели знатне губитке италијанској колони (погинуло и рањено око 100, а заробљено 60 војника, заплењено 6 минобацача, 2 митраљеза, 17 пушкомитраљеза, 182 пушке и 1 радио станица). Одред је новембра 1941. дао два батаљона (Зетски и 18. октобар) у састав Црногорско-санџачког НОП одреда. Део тог људства ушао је 21. децембра у састав Прве пролетерске бригаде, а део у састав Црногорско-санџачког НОП одреда.
Почетком 1942. Зетски одред дејствовао је у Зети, Кучима, Братоножићима, Пиперима и Љешанској нахији. Делови Зетског одреда ушли су 21. јануара 1942. у састав комбинованог НОП одреда Радомир Митровић, који је водио борбе против четника Павла Ђуришића у рејону Матешева. Крајем марта и почетком априла делови Зетског одреда повукли су се под притиском Италијана и четника у Никшићку жупу. У првој половини априла Зетски одред спојен је са одредом Бијели Павле у нов Зетски НОП одред јачине 3 батаљона. Дејствовао је у Никшићкој жупи, одакле је у другој половини априла и почетком маја вршио упаде у Пипере и Бијелопавлиће и водио борбе против четника у Горњој Морачи и рејону Мојковца. У јуну 1942. ушао је у састав Четврте и Пете пролетерске бригаде.

### Друго формирање
Априла 1943. поново је обновљен Зетски партизански одред са два батаљона: са ударном групом батаљона из Четврте и Пете пролетерске бригаде учествовао је 13. маја у разбијању четника у рејону села Копиље, Сеоца и Пожези (код Подгорице), а 16. и 17. маја код Биоча у разбијању 383. пука италијанске дивизије Венеција (у почетку Пете непријатељске офанзиве). После тога његовим људством попуњена је Пета пролетерска бригада.

### Треће формирање
По трећи пут Зетски одред је формиран септембра 1943. од три батаљона. Код села Гостиља разбио је и разоружао 26. септембра око 500 војника из италијанске дивизије Тауринезе, а затим нападао немачке транспорте и колоне на путу Подгорица-село Биоче, Подгорица-Ријека Црнојевића и водио борбу о Доњој Морачи, Пиперима и у рејону Спужа. У 1944. Зетски одред је са бригадама 3. дивизије НОВЈ и Приморске оперативне групе учествовао у борбама на подручју даниловградског и подгоричког среза. Расформиран је 19. децембра 1944, а његово људство распоређено је у црногорске бригаде Другог корпуса НОВЈ.